# Kačice
Kačice (Duits: Katschitz) is een Tsjechische gemeente in de regio Midden-Bohemen en maakt deel uit van het district Kladno. Het dorp ligt op 9 km afstand van de stad Kladno.
Kačice telt 1233 inwoners (2023).

## Geografie
Het dorp ligt op een hoogte van 385 tot 430 meter (waarbĳ het dorpscentrum op 388 meter hoogte ligt) op de linkeroever van de Loděnice.

## Geschiedenis
Aan de zuidwestkant van Kačice zĳn restanten van een Slavische begraafplaats uit de 9e tot 10e eeuw aangetroffen. De eerste schriftelijke vermelding van het dorp dateert echter uit 1318, toen de Zemské desky (voorloper van het kadaster melding maakte van een landhuis van de heer Zdeněk z Kačice (Sdenco de Kacziczie). In 1437 werd tevens een fort vermeld in Kačice, dat waarschijnlijk verdween nadat het dorp in 1551 in handen van de familie Martinic kwam.
In de 17e eeuw werd het dorp Nemravná ves genoemd.
Sinds 1933 is Kačice een zelfstandige gemeente; sinds 1960 binnen het district Kladno.

## Voorzieningen

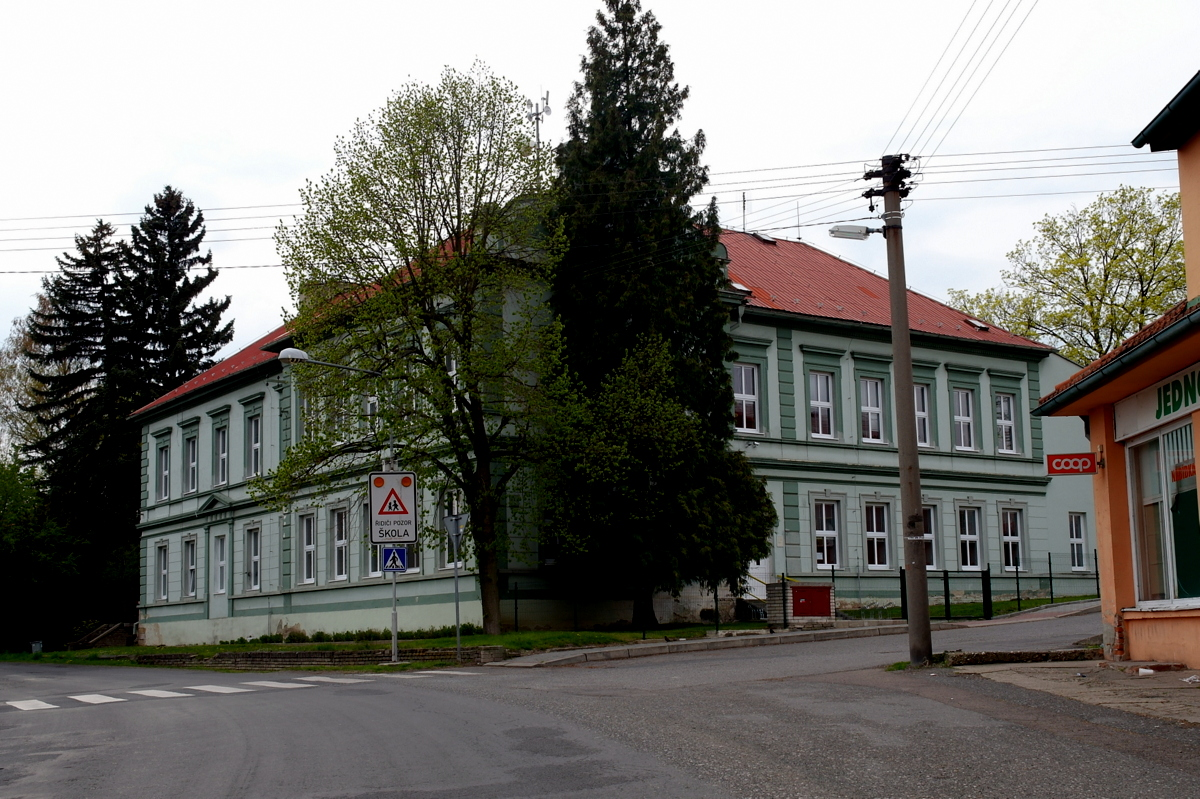
School

Op Čelechovickástraat 105 is een basisschool gevestigd. Het schoolgebouw staat op de monumentenlĳst.

## Verkeer en vervoer

### Autowegen
De weg II/236 loopt door de gemeente en verbindt Kačice met Křivoklát, Lány, Smečno en Slaný. Op 1 km van het dorp loopt de snelweg D6 Praag - Karlsbad, met afslag 25 (Kačice).

### Spoorlĳnen

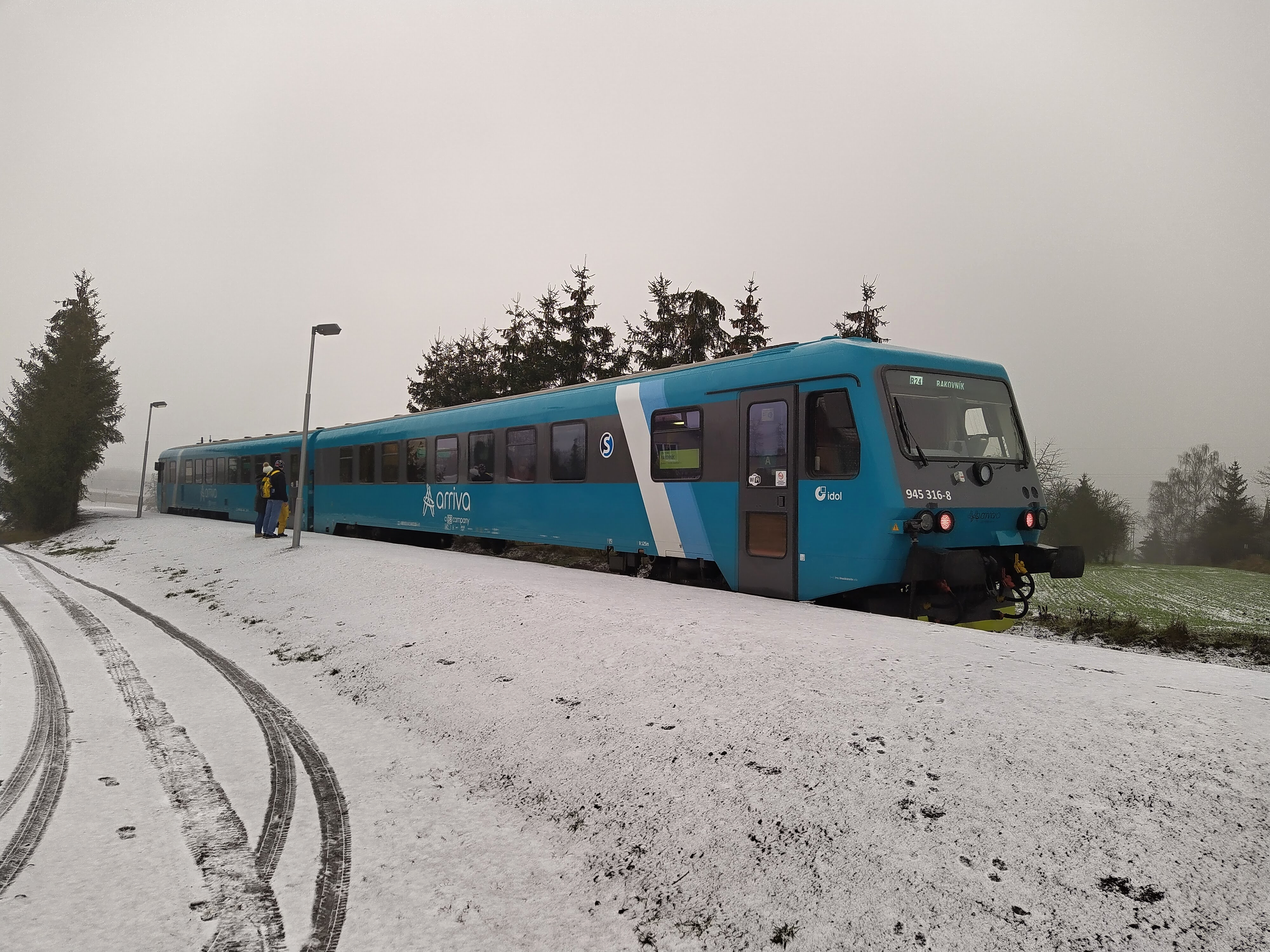
Arriva-trein op het station

Station Kačice ligt aan spoorlijn 120 Praag - Kladno - Rakovník. De lĳn is een enkelsporige lijn, waarop het vervoer in 1863 begon. Er rĳden zo'n 7 sneltreinen, 1 intercity en 10 stoptreinen per dag.
Tussen 1904 en 1932 eindigde hier ook de privé-smalspoorlĳn Slaný - Kačice.

### Buslĳnen

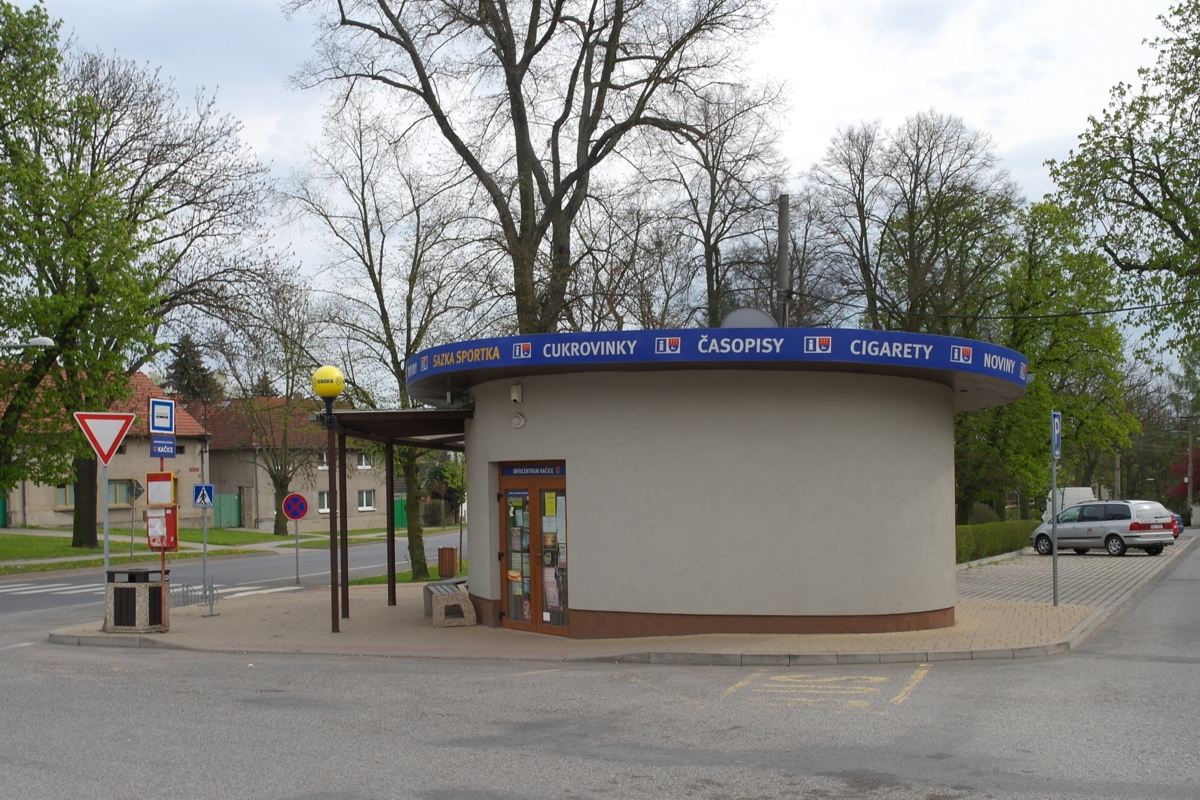
Bushalte in het dorp

De volgende buslĳnen halteren in Kačice:
- Lĳn 590 Nové Strašecí - Vraný (vervoerder: ČSAD Slaný);
- Lĳn 618 Kladno - Linkový (vervoerder: ČSAD MHD Kladno);
- Lĳn 628 Kladno - Řevničov (vervoerder: ČSAD MHD Kladno).

## Bezienswaardigheden
- Sint-Johannes van Nepomukkapel, een neogotische niskapel op het dorpsplein uit 1851;[7]
- Standbeeld van Sint-Blasius, een zandstenen barokken beeld uit 1711 op het dorpsplein
- Ten noordwesten van Kačice, in het bos bij Nová Studnice, ligt de voormalige Kačice-raketbasis[8] die gebouwd werd tĳdens het communistische regime om Praag te verdedigen.[9]

## Geboren
- dr. Josef Čermák (1861-1895), expert op het gebied van Romeins recht en bĳdrager aan Otto's woordenboek.[10]

## Galerĳ

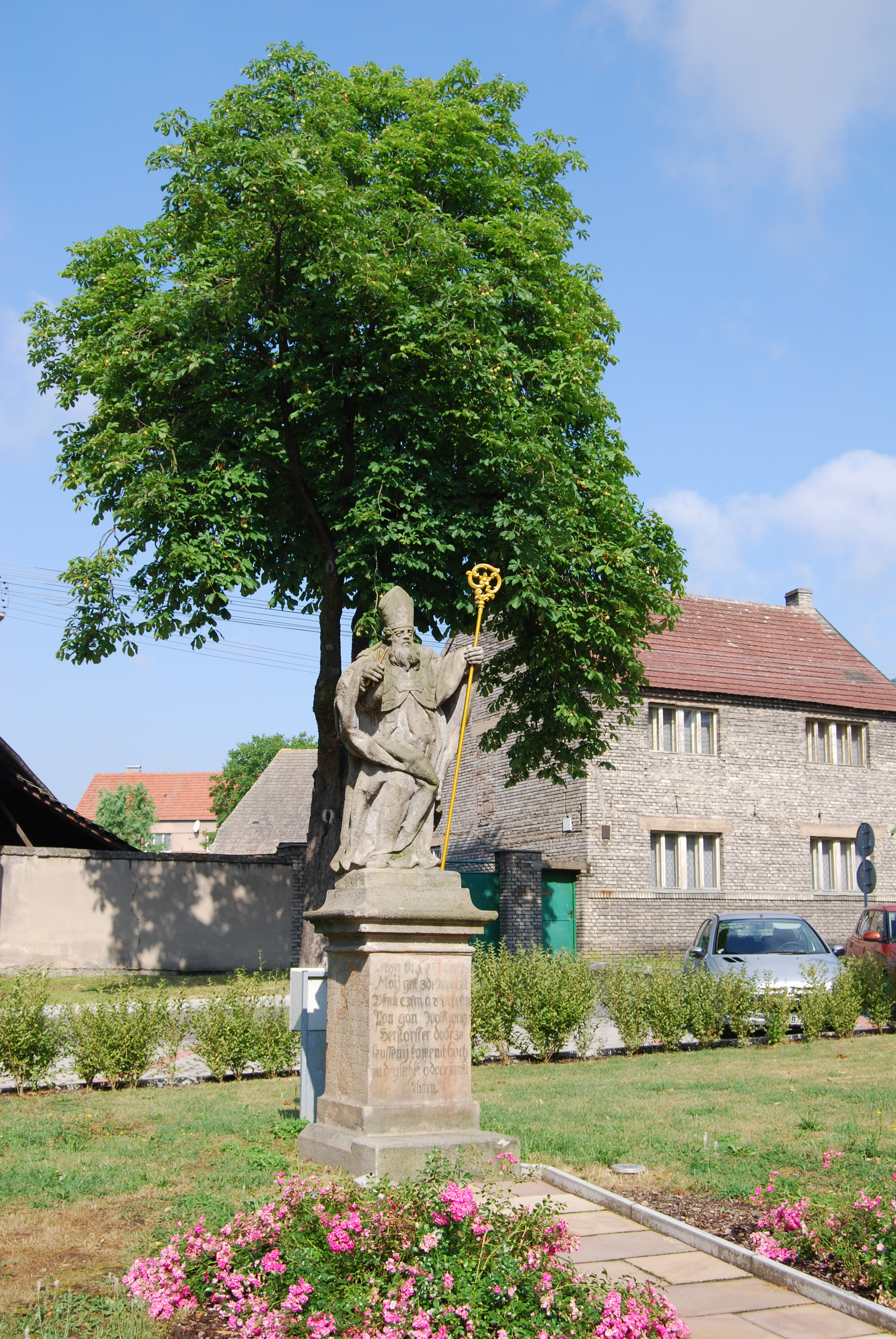
Standbeeld op het dorpsplein
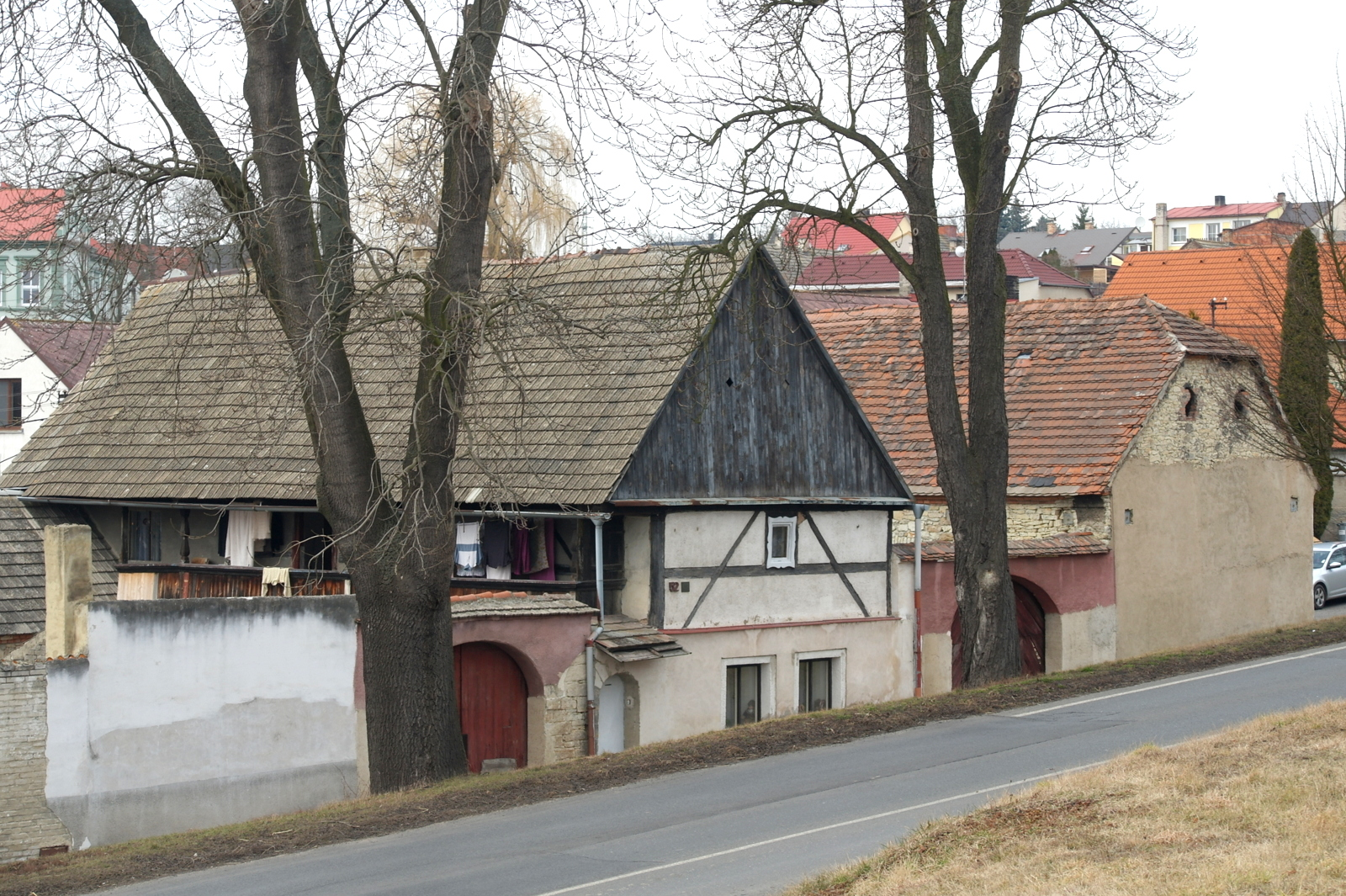
Monumentaal huis (nr. 52)
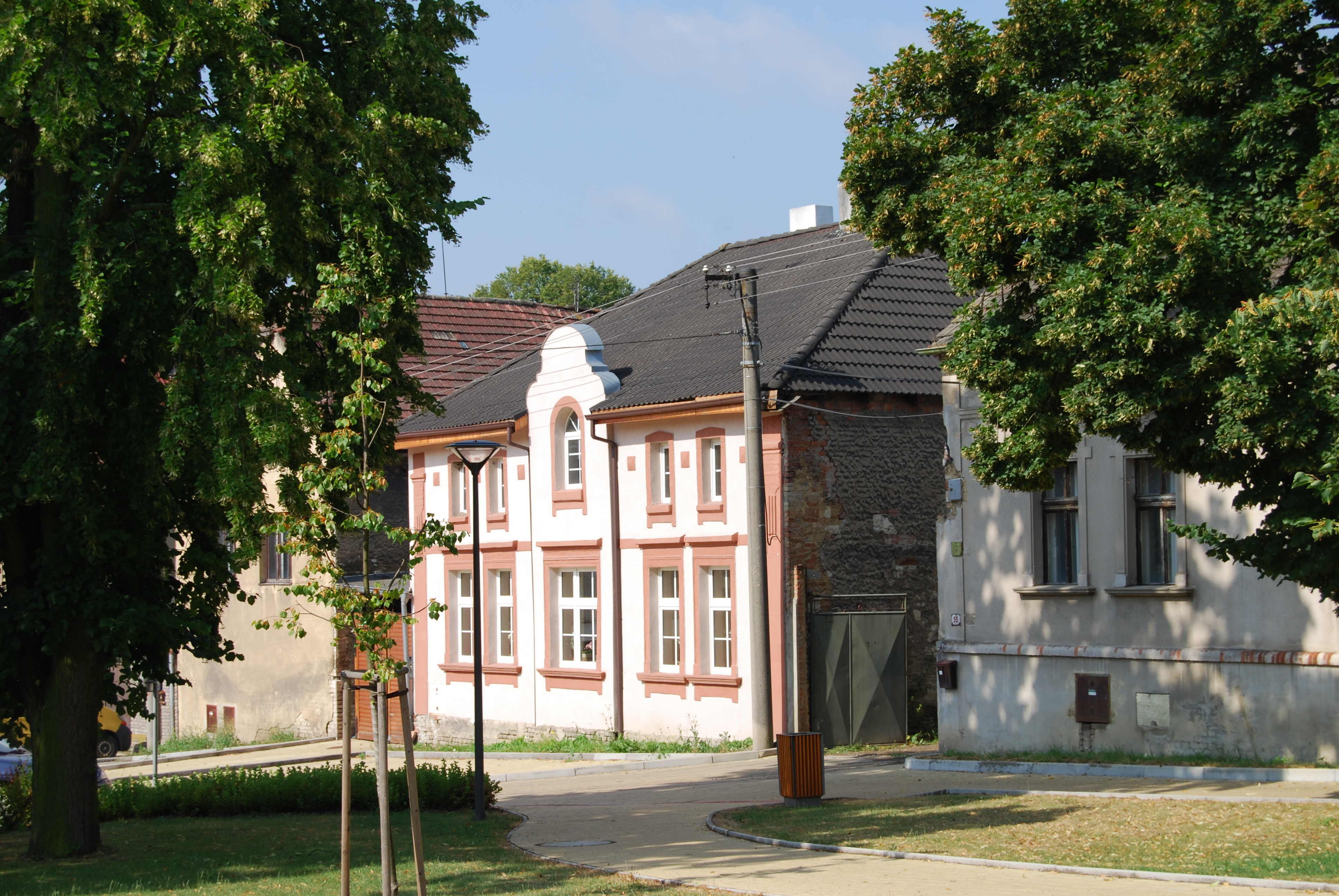
Straat in Kačice
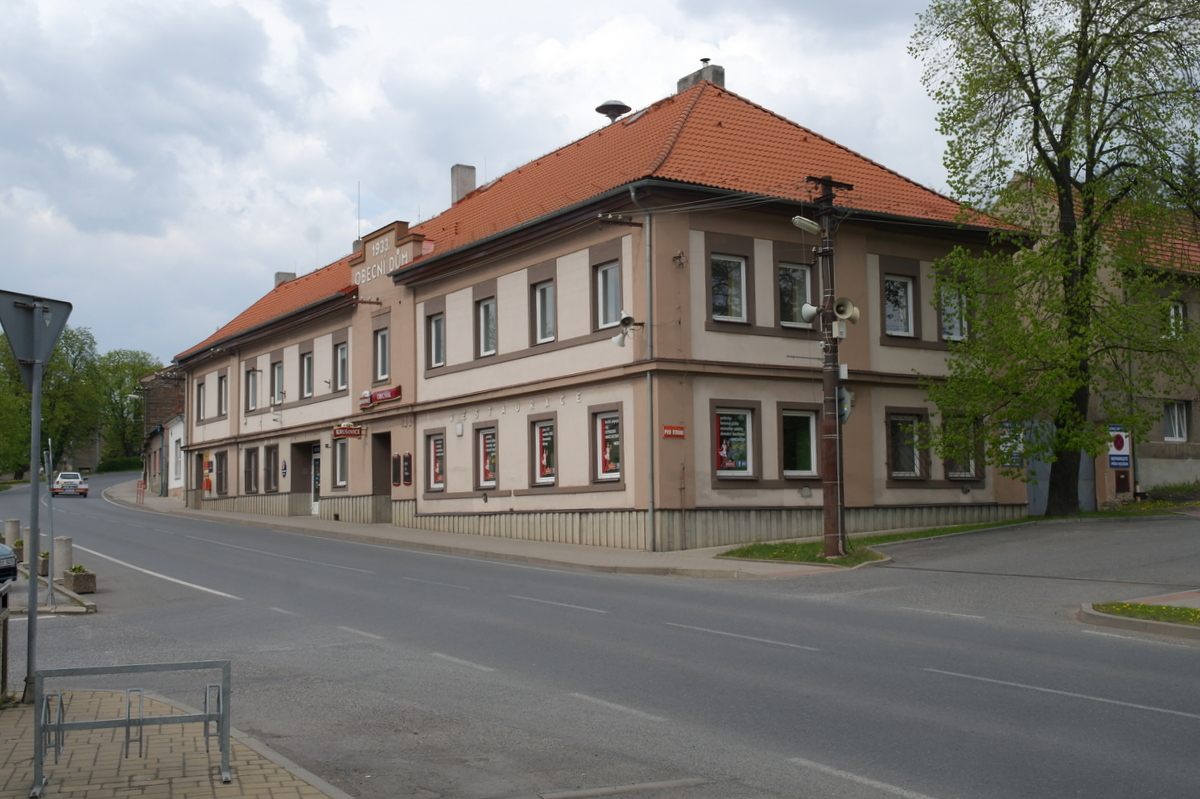
Gemeentehuis
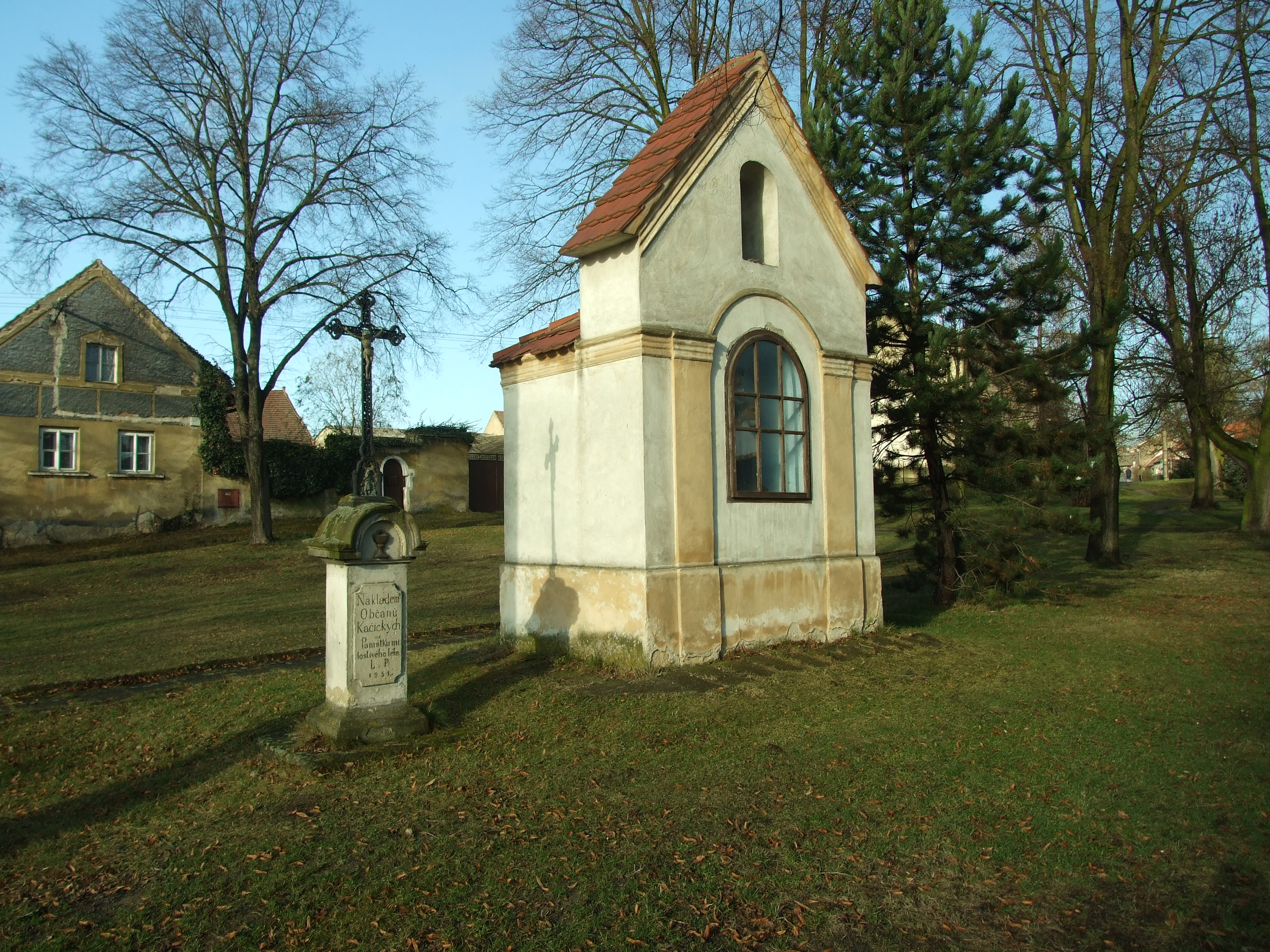
Sint-Johannes van Nepomukkapel op het dorpsplein